# Antoine Le Picard de Phélippeaux
Pour les articles homonymes, voir Le Picard, Picard (homonymie) et Phélypeaux.
Louis-Edmond Antoine Le Picard de Phélippeaux, usuellement appelé Antoine de Phélippeaux, né à Angles-sur-l'Anglin (Vienne) le 1er avril 1767 et mort à Saint-Jean-d'Acre le 20 mai 1799, était un officier d'artillerie royaliste français, émigré et passé au service de la Grande-Bretagne.

## Biographie
Il est le fils de Louis Le Picard de Phélippeaux, officier au régiment de Fleury, et de Louise de La Châtre.
Après avoir été élève de l'École royale militaire de Pontlevoy, Antoine de Phélippeaux a été le condisciple et le rival de Napoléon Bonaparte à l’École royale militaire de Paris en 1785. Selon le mythe napoléonien, le sergent-major Henry-René-Marie Picot de Peccaduc se mit entre Bonaparte et son cadet ennemi Antoine de Phélippeaux pour les empêcher de se donner des coups de pied, et par conséquent il reçut des coups de pied de tous les deux. Antoine de Phélippeaux est admis d'emblée au grade de deuxième lieutenant à l'examen pour entrer dans l'artillerie se classant juste devant son « ennemi » Bonaparte. 
Versé au régiment de Besançon artillerie, il commande, en juillet 1789, une des batteries qui devaient dissiper les attroupements formés sur la place Louis XV.

### Émigré
Émigré en 1791, il sert avec le duc d'Enghien dans l’armée des émigrés. Il est paraît-il en 1792 à la bataille de Valmy et à celle de Jemmapes. Ensuite, il s’infiltre en France pour organiser en 1795 une insurrection dans le Berry. Le 2 avril 1796 (13 germinal An IV), il prend la ville de Sancerre. Arrêté le 9 avril (20 germinal An IV), par le général républicain Simon Canuel et la 6e demi-brigade d’infanterie de ligne, il est conduit à Bourges d’où il s’évade.
Il se rend à Paris et organise la spectaculaire évasion de William Sidney Smith de la prison du Temple. Le 24 avril 1798, Smith est remis en liberté sur ordre signé du ministre de la marine et des colonies. Quelques heures plus tard on s’apercevra qu'il s'agissait d'un faux ordre, acheté 60 000 francs-or par Phélippeaux, document présenté par un commissaire de police, accompagné de quatre gendarmes déguisés. Ensemble, ils gagnent la Grande-Bretagne, puis Constantinople avant de rejoindre, début mars 1799, Djezzar Pacha à Saint-Jean-d'Acre. La  forteresse de Saint-Jean-d'Acre est aux ordres de ce dernier, mais en réalité la défense est principalement assurée par le commodore Sidney Smith avec plusieurs vaisseaux britanniques et par Phélippeaux. Il contribue puissamment à la défense victorieuse de Saint-Jean-d'Acre contre le général Bonaparte, en aménageant une deuxième ligne de fortifications à l’intérieur de l’enceinte et en augmentant l'artillerie de la forteresse par des pièces d'artillerie de marine. Il meurt de la peste ou d'épuisement en 1799 à Saint-Jean-d'Acre.

## Sources
- Ghislain de Diesbach, Robert Grouvel, Échec à Bonaparte - Louis-Edmond de Phelippeaux, 1767-1799, Perrin, Paris 1979
- Paul Bertrand de La Grassière, L'homme de Saint-Jean-d'Acre : La vie aventureuse de Louis de Phelippeaux, Chevron d'or
- Jacques Faugeras, Louis-Edmond Le Picard de Phélippeaux: organisateur et chef de la petite Vendée du Sancerrois : avril 1799 (germinal An IV), éditions du Terroir, 1996